# John Schneidler

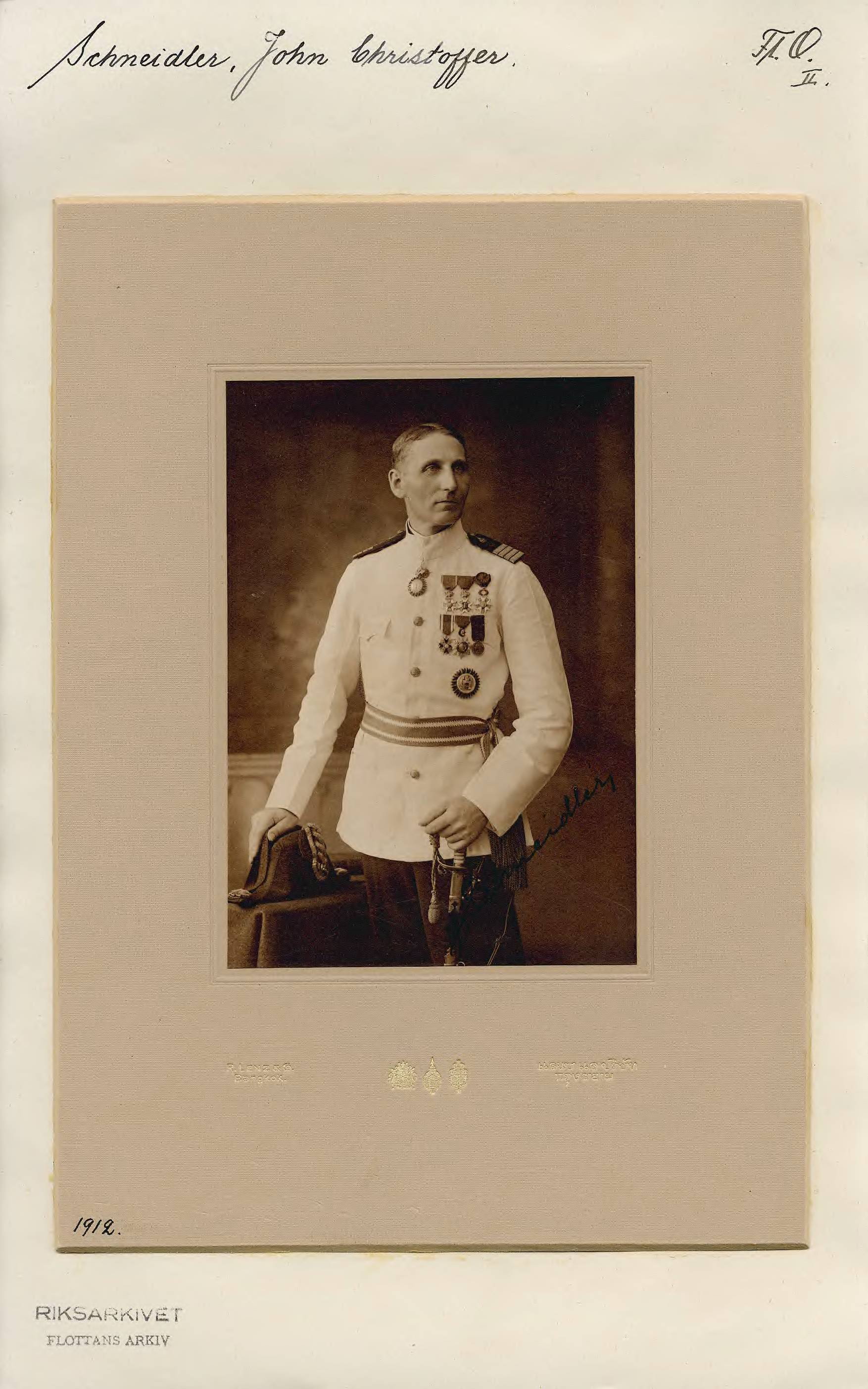
John Schneidler

John Christoffer Schneidler, född 4 juni 1868 i Stockholm, död 26 april 1958, var en svensk sjömilitär. 
Edvard Schneidler var son till bokbindaren Carl Edvard Schneidler och Amalia Granström, och bror till bokbindaren Edvard Schneidler. 
John Schneidler tjänstgjorde i Marinstaben 1895–1911. Han var lärare vid Kungliga Sjökrigshögskolan 1905–1907 och dess chef 1919–1923. Han var 1923–1925 chef för Karlskrona örlogsvarv och 1925–1933 chef för marinförvaltningen. Han var marinattaché i London och Paris 1907–1911, 1910 kommendörkapten av 2:a graden, konteramiral 1925, viceamiral vid flottan 1932 och tog avsked 1933.
Schneidler blev ledamot av Kungliga Örlogsmannasällskapet 1904 och av Krigsvetenskapsakademien 1911. Han är begravd på Galärvarvskyrkogården i Stockholm.